# Player versus environment
Player versus Environment of speler tegen omgeving, ook wel bekend als PvE, is een spelmodus in online role-playing-computergames waarbij een speler het niet tegen andere spelers opneemt (PvP), maar tegen computergestuurde vijanden (npc's), bijvoorbeeld als onderdeel van een missie.